# 棕櫚蠟

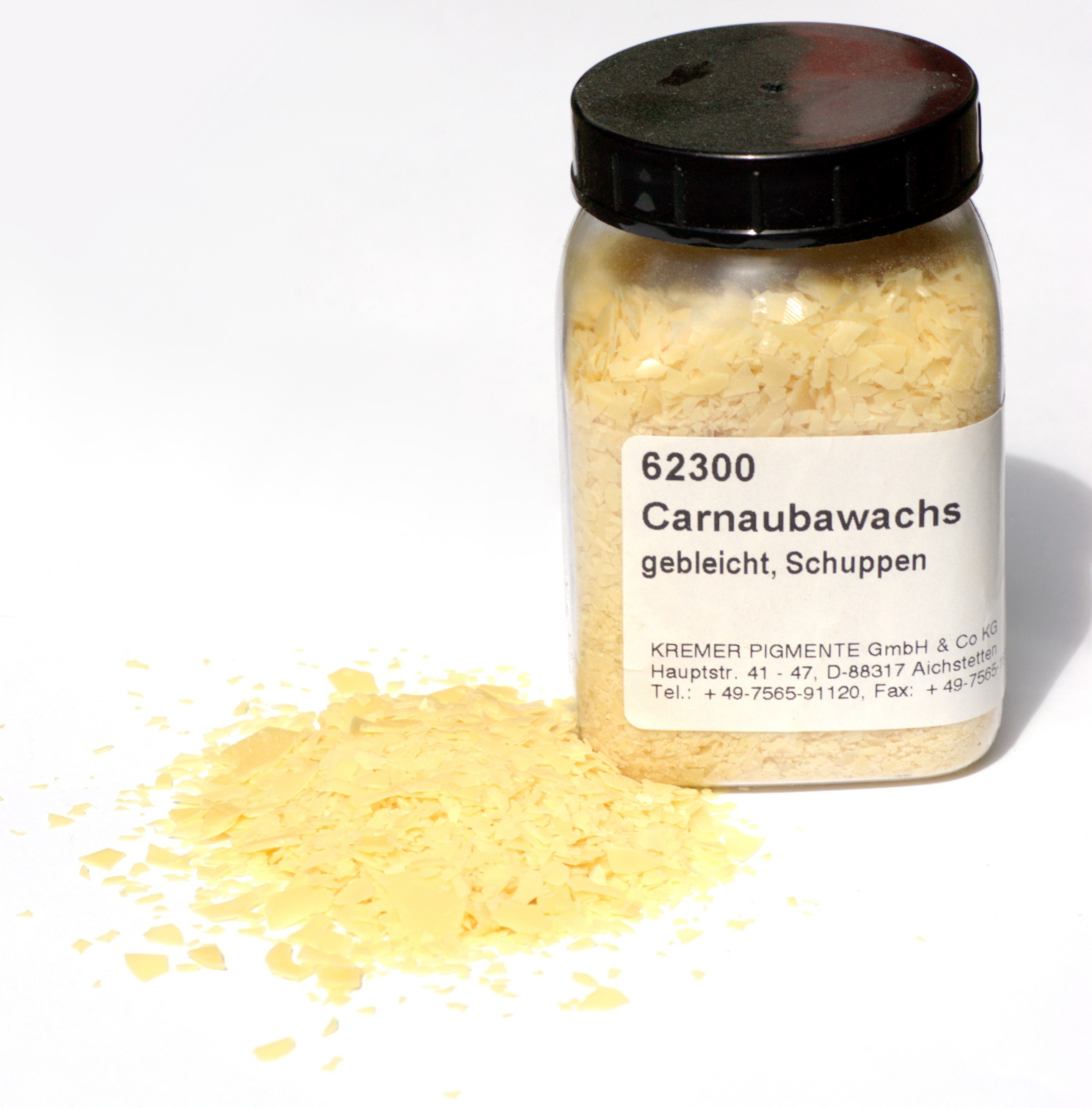
棕櫚蠟

巴西棕櫚蠟也稱巴西蠟或棕櫚蠟，是從生長於巴西東北皮奧伊州、馬來西亞、塞阿臘州， 馬拉尼昂州、巴伊亞州、北里約格朗德州的一種棕櫚樹（Copernicia prunifera）取得的蠟。由棕櫚樹的葉子中收集並乾燥，打漿使蠟鬆散，然後精煉和漂白而得，在其純淨狀態下，通常以堅硬的黃棕色薄片形式出現，被稱為“蠟皇后”。作為食品添加劑，其E編碼為E903。